# Пенгитов, Николай Тихонович
Никола́й Ти́хонович Пенги́тов (род. 28 марта 1914, дер. Старокрещено, Уржумский уезд, Вятская губерния, Российская империя — 3 октября 1994, Йошкар-Ола) — марийский филолог и педагог. Известный финно-угровед. Один из главных деятелей по возрождению марийского языкознания после репрессий 1930-х годов. Автор свыше 50 научных и учебно-методических работ. Заслуженный деятель науки РСФСР (1974). Отличник народного просвещения РСФСР (1957). Заслуженный деятель науки и техники Марийской АССР (1956). Зарубежный член Финно-угорского общества (г. Хельсинки).

## Биография
Родился 28 марта 1914 года в деревне Старокрещено Уржумского уезда Вятской губернии (ныне — Новоторъяльский район Республики Марий Эл). Окончил Яранский педагогический техникум (1932), Марийский педагогический институт (1936) и аспирантуру Института языкознания АН СССР (1951). Завуч Мари-Турекской средней школы (1936—1937), преподаватель в Мари-Биляморском педагогическом училище (1937—1941), школьный инспектор Новоторъяльского РОНО (1941—1942), директор Сернурского педагогического училища (1942—1943), и. о. заведующего кафедрой марийского языка и литературы Марийского педагогического института (1943—1948), заведующий кафедрой марийского языка и литературы Марийского педагогического института (1951—1956, 1960—1975). Директор Марийского научно-исследовательского института языка, литературы и истории (1956—1960).
Научный руководитель издания многотомной грамматики марийского языка (1960—1961). Инициатор, деятельный участник подготовки нового поколения марийских лингвистов; среди его учеников: Д. Е. Казанцев, Г. И. Лаврентьев, Ф. И. Гордеев, И. Г. Иванов.
Второй в истории науки Марийской республики кандидат филологических наук (1951). Профессор МГПИ (1962).
Женат, супруга — известный учёный-историк, доктор исторических наук, профессор В. М. Тарасова.
Умер 3 октября 1994 года в Йошкар-Оле.

## Основные научные труды
Далее представлены списки научных работ и публикаций статей в газетах учёного на марийском и русском языке:

### Статьи, опубликованные в журналах, сборниках, диссертации, книги, программы, тезисы докладов, рецензии
- Тюркизмы в марийском языке // Проблемы тюркологии и история русского востоковедения. — Казань, 1930. — С. 53—54.
- Некоторые особенности наречий в марийском языке // Труды Марийского пединститута. Т. V. — Йошкар-Ола, 1946. — С. 69—82.
- Кызытсе марий литературный йылме нерген // Марий альманах. — Йошкар-Ола, 1948. — № 1. — С. 124—147.
- К вопросу о звуковом составе современного марийского языка // Учёные записки МарНИИ. — Йошкар-Ола, 1948. — Т. 1. — Вып. 1. — С. 55—81.
- К вопросу о построении сопоставительной грамматики русского и марийского языков // Тезисы докладов научной сессии молодых учёных, посвящённой памяти Н. Я. Марра. — М.-Л., 1949. — С. 8—9.
- Лудшаш книга. Учебник-хрестоматия по родной литературе для V класса. — Йошкар-Ола, 1949.
- Фонетика // Марий йылме грамматика. Фонетика ден морфологий. V—VI класслан. — Йошкар-Ола, изд. 1-е 1949, изд. 2-е 1951, изд. 3-е 1953.
- Марий йылме да методика дене программа. — Йошкар-Ола, 1951.
- Некоторые нерешённые вопросы грамматики марийского языка // Тезисы докладов научной сессии МарНИИ по вопросам развития марийского литературного языка. — Йошкар-Ола, 1953. — С. 14—15.
- Марийский язык // БСЭ. Т. XXVI. — М., 1954.
- Марий литературный йылме нерген // Ончыко. — Йошкар-Ола, 1954. — № 3. — С. 83—92.
- О падежах в марийском языке // Тезисы докладов на совещании по вопросам финно-угорского языкознания. — М., 1954. — С. 13—15.
- Марий йылме учебник. Кокымшо ужаш. Синтаксис. 6-7 класслан.. — Йошкар-Ола, 1958. — 115 с.; 1960. — 114 с.; 1962. — 115 с.; 1964. — 116 с.; 1966. — 116 с.; 1968. — 116 с.; 1970. — 116 с.; Изд-е 1-е, испр., 1973. — 142 с.; Изд-е 2-е, испр., 1975. — 143 с.; Изд-е З-е, испр., 1977. — 128 с.; Изд-е 4-е, испр., 1982. — 152 с.
- Первый марий грамматика // Ончыко. — 1955. — № 6. — С. 93—94.
- Некоторые вопросы грамматики марийского языка // Труды МарНИИ.- Йошкар-Ола, 1955. — Вып. VII. — С. 81—96.
- Причастия в марийском языке // Учёные записки МГПИ им. Н. К. Крупской. — Йошкар-Ола, 1955. — Т. IX. — С. 116—132.
- О падежах в марийском языке // Труды МарНИИ. — Йошкар-Ола, 1956. — Вып. IX. — С. 37—57.
- Предложенийыште ойыралт шогышо член-влакым тунеммаш // Сборник статей по методике преподавания марийского языка. — Йошкар-Ола, 1956.
- Формы числа имён и особенности их употребления в марийском языке // Труды МарНИИ. Вып. Х. — Йошкар-Ола, 1957. — С. 77—89.
- Особенности употребления глагольного составного сказуемого в русском и марийском языках // Учёные записки МГПИ им. Н. К. Крупской. — Йошкар-Ола, 1958. — Т. XVI. — С. 104—109.
- Сопоставительная грамматика русского и марийского языков. Ч. 1. Введение. Фонетика. Морфология. — Йошкар-Ола, 1958. — 175 с.
- Валериан Михайлович Васильев (К 75-летию со дня рождения) // Труды МарНИИ. — Йошкар-Ола, 1958. — Вып. XII. — С. 173—176.
- Состояние и задачи марийского языкознания // Труды МарНИИ. — Йошкар-Ола, 1960. — Вып. XIII. — С. 3—12.
- Итоги диалектологической экспедиции МарНИИ 1957 года // Труды МарНИИ. — Йошкар-Ола, 1960. — Вып. XIII. — С. 177—178.
- К вопросу о счётных бирках у марийцев // Труды МарНИИ. — Йошкар-Ола, 1959. — Вып. XIV. — С. 151—155.
- Введение // Современный марийский язык. Фонетика. — Йошкар-Ола, 1960. — С. 4—31.
- Кандашияш школын V—VIII класслан марий йылме дене программа. — Йошкар-Ола, 1960.
- К истории гласных ä и ӹ в горном наречии марийского языка // Тезисы докладов Всесоюзного совещания по вопросам финно-угорской филологии. — Петрозаводск, 1961. — С. 70—72.
- Порядок слов в простом распространённом предложении // Труды МарНИИ.- Йошкар-Ола, 1961. — Вып. XV. — С. 113—124.
- О современном состоянии и путях развития младописьменных языков финно-угорских народов // Тезисы докладов Всесоюзной конференции. — Алма-Ата, 1962. — С. 69—71.
- Имя существительное // Современный марийский язык. Морфология. — Йошкар-Ола, 1961. — С. 29—72.
- Причастие // Современный марийский язык. Морфология. — Йошкар-Ола, 1961. — С. 243—250.
- Марий йылме. Грамматика ден правописаний. Тÿҥалтыш школын 4-ше классшылан лукмо учебник. — Йошкар-Ола, 1962. — 75 с. (Соавт. Григорьев Я. Г., Гордеев Ф. И.).
- Пути развития марийского литературного языка // Вопросы марийского языкознания. Вып. 1. — Йошкар-Ола, 1964. — С. 3—16.
- Марий такмак-влак. — Йошкар-Ола, 1964. — 100 с.
- Особенности словосочетаний в русском и марийском языках // Вопросы теории и методики изучения русского языка. — Йошкар-Ола, 1964. — Вып. III. — С. 3—9.
- Тюркизмы в марийском языке // Проблемы тюркологии и истории востоковедения. — Казань, 1964. — С. 126—134.
- Развитие марийского языкознания за годы Советской власти // Вопросы марийского языкознания. — Йошкар-Ола, 1968. — Вып. II. — С. 3—9.
- Состояние марийского правописания и задачи его унификации // Вопросы марийского языкознания. — Йошкар-Ола, 1968. — Вып. II. — С. 43—53.
- Названия улиц города Йошкар-Олы // Вопросы марийского языкознания. — Йошкар-Ола, 1968. — Вып. II. — С. 135—137.
- Марий йылме программа. I—IV класслан. — Йошкар-Ола, 1968. — 42 с. (Соавт. Сапаев В. Ф.).
- Марий йылме дене программа кыдалаш да кандашияш школын V—VIII классыштлан. — Йошкар-Ола, 1968. — 19 с.
- Марий йылме программа. I—III класслан. — Йошкар-Ола, 1969. — 39 с. (В соавт.).
- Марий йылме программа. IV—VIII класслан. — Йошкар-Ола, 1968. — 21 с. (В соавт.).
- Марий йылме учебник. Икымше ужаш. Фонетика ден морфологий. Кыдалаш школын V—VI классыштлан. — Йошкар-Ола, 1969. — 155 с. (Соавт. Апакаев П. А., Градобаев К. В., Иванова E.М.).
- Марий йылме программа. I—III класслан. — Йошкар-Ола, 1971. — 42 с. (В соавт.).
- Марий йылме программа. IV—VIII класслан. — Йошкар-Ола, 1971. — 20 с. (В соавт.).
- Марий орфографий мутер. — Йошкар-Ола, 1972. — 197 с. (Соавт. Галкин И. С., Учаев З. В.).
- Связь слов в предложении // Вопросы советского финно-угроведения. Языкознание. Тезисы докладов и сообщений ХV конференции по финно-угроведению. — Петрозаводск, 1974. — С. 121—123.

### Статьи в газетах
- Марий литературный йылме нерген // «Марий коммуна». — 1946. — 7 август.
- Путаная статья (О статье П.Кисельникова «Некоторые замечания о грамматическом строе марийского языка») // «Марийская правда». — 1951. — 17 августа.
- За дальнейший подъём марийского языкознания // «Марийская правда». — 1952. — 11 марта.
- Марий йылме нерген // «Марий коммуна». — 1952. — 28 ноябрь.
- Некоторые нерешённые вопросы грамматики марийского языка // «Марийская правда». — 1953. — 23 ноября.
- «Шамыч» але «влак» // «Марий коммуна». — 1953. — 24 ноябрь.
- Угро-финский йылме-шамычым шымлыме шотышто научный совещаний // «Марий коммуна». — 1954. — 28 март.
- Марий йылме урокышто учебникым кучылтмаш // «Марий коммуна». — 1954. — 25 декабрь.
- Марий орфографический словарь нерген // «Марий коммуна». — 1955. — 12 июль.
- Марла возымашым уэмдышаш верч // «Марий коммуна». — 1963. — 14 март.
- Марий йылмын историйжым чын ончыктышо книга // «Марий коммуна». — 1964. — 16 май.
- Лÿм мутым чын возымо нерген // «Марий коммуна». — 1966. — 4 февраль.
- Плод научных поисков (о докторской диссертации Л. П. Грузова) // «Марийская правда». — 1967. — 28 апреля.
- Кумшо вашлиймаш // «Марий коммуна». — 1970. — 18 сентябрь.

## Звания и награды
- Заслуженный деятель науки РСФСР (1974)
- Заслуженный деятель науки и техники Марийской АССР (1956)
- Отличник народного просвещения РСФСР (1957)
- Орден Трудового Красного Знамени (1961)
- Медаль «За доблестный труд в Великой Отечественной войне 1941—1945 гг.» (1946)
- Почётная грамота Президиума Верховного Совета Марийской АССР (1974)
- Почётная грамота Министерства образования СССР (1981)

## Память

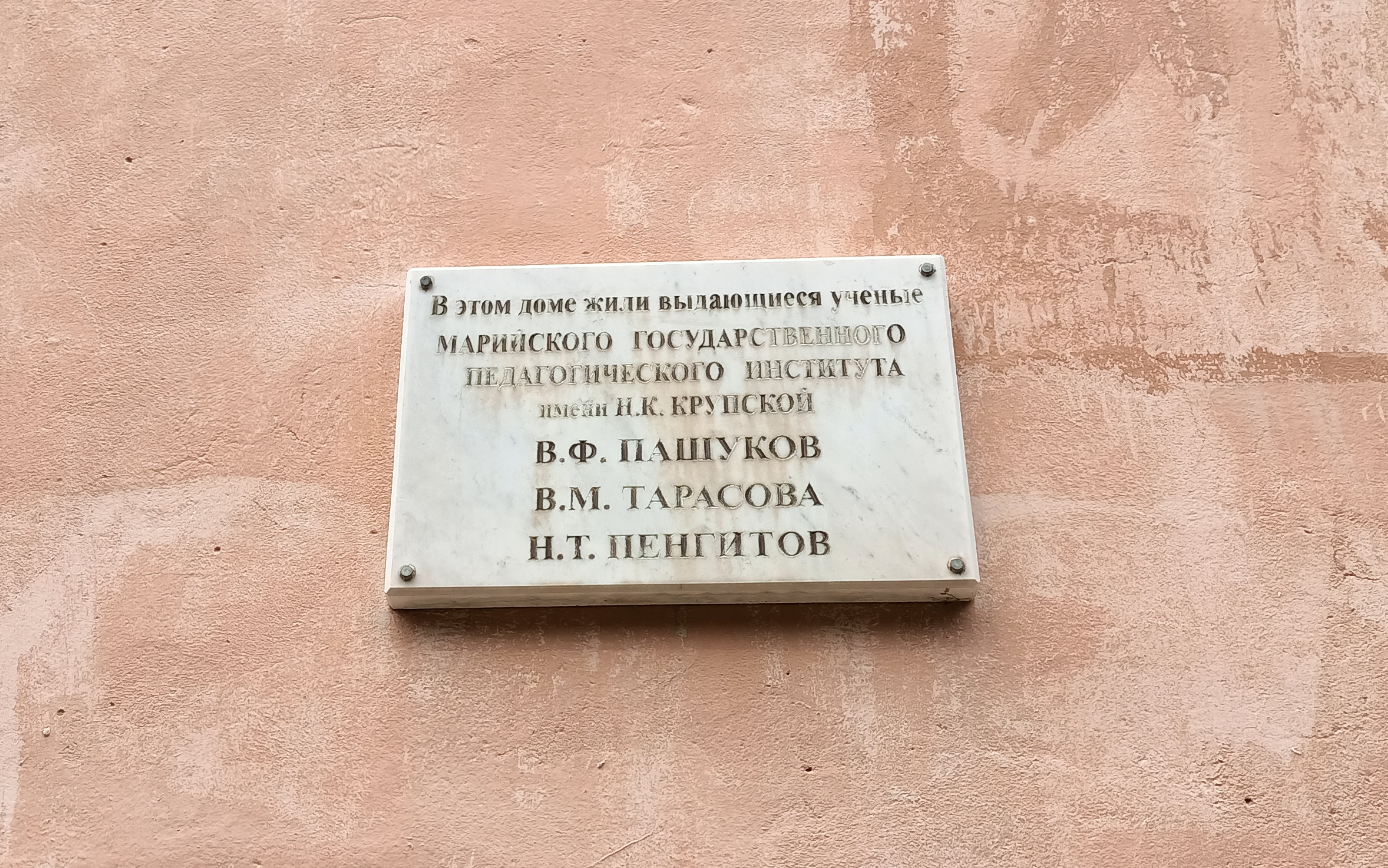
Мемориальная доска учёным Н. Т. Пенгитову, В. М. Тарасовой и В. Ф. Пашукову на доме № 42 по улице Кремлёвской в Йошкар-Оле

- Мемориальная доска учёным Н. Т. Пенгитову, В. М. Тарасовой и В. Ф. Пашукову на доме № 42 по улице Кремлёвской в Йошкар-ОлеМемориальная доска на доме в Йошкар-Оле (ул. Коммунистическая, 42).